# Агротрейд
Група «Агротрейд» (англ. Agrotrade Group) — український сільськогосподарський холдинг з виробництва, переробки, зберігання та торгівлі.

## Історія
Компанію створено 1998 року під назвою «Східно-Українська агропромислова компанія». Засновник — Всеволод Кожемяко. 1999 року компанія почала експорт сільськогосподарської продукції.
З 2000 по 2005 рік група компаній займалась розвитком мережі елеваторів: придбано Гадяцький, Дворічанський, Зачепилівський, Коломацький, Близнюківський, Куп'янський, Ворожбянський елеватори та хлібоприймальне підприємство «Доч-Хліб».
2006 року почато роботу в сфері рослинництва на базі господарства «СК-Агро» в Сумській області. 2016 року — органічного землеробства, 2017 зібрано перший органічний урожай сої, льону та сочевиці. З 2019 року холдинг вирощує органічні озиму пшеницю, чорну й білу гірчицю, кукурудзу, гречку, соняшник. 2018 року створено власну торгову марку посівного матеріалу «Agroseeds».

## Структура
Холдинг складається з 17 сільгосппідприємств, що обробляють 70,5 тис. га земель, об'єднаних в 6 агрокластерів, 9 елеваторів і хлібоприймальних підприємств потужністю зберігання 570 тис. тонн. Холдинг обробляє орендовані сільськогосподарські землі в Чернігівській, Сумській, Полтавській та Харківській областях. Головний знаходиться у Харкові.

## Діяльність
Основними сферами діяльності холдингу є вирощування зернових, зернобобових та олійних культур, зберігання і переробка зерна, насінництво і торгівля (зернотрейдинг). Основними культурами для холдингу є соняшник, кукурудза, пшениця, соя, а також нішеві гірчицю та гарбуз на насіння. З 2016 року холдинг займається вирощуванням органічної продукції (2,5 тис. га посівних площ в Харківській області).
Одним з напрямків діяльності Агротрейду є насінництво. Насіння вирощують на 5 тис. га угідь господарств СТОВ «Колос» в Харківській області, СТОВ «Хлібороб» і ТОВ «СК АГРО» в Сумській. Під власною торговою маркою Agroseeds компанія займається вирощуванням сортів французького, австрійського та німецького насіння. Компанія поставляє крупи в торгівельні мережі Київської, Житомирської, Чернігівської, Полтавської, Харківської, Дніпропетровської, Запорізької та Одеської областей. Клієнтами компанії є фасувальники національних і локальних торгових мереж, які продають фасовані крупи під власними торговими марками.
Агротрейд експортує свою продукцію до 20 країн світу, основні напрямки поставок — Єгипет, Туреччина, Іспанія, Ліберія, Китай, Італія, Нідерланди, Угорщина, Індонезія і Німеччина.

## Нагороди
- один із найбільших агрохолдингів України за версією Landlord[17];
- один з 20 найуспішніших аграріїв України згідно з рейтингом журналу «Фокус» за 2012[18];
- 2019 — № 22 серед рейтингу «ТОП–100 латифундистів України» за даними видання Latifundist[8];
- 2019 — № 8 місце в рейтингу «ТОП–10 найбільших агрохолдингів України» за версією Hyser[8].
- 2024 — ТОП-20 найефективніших агрокомпаній України за версією Forbes Ukraine[19].